# Suicídio de Phoebe Prince
O suicídio de Phoebe Prince (nascida Phoebe Nora Mary Prince, em 24 de novembro de 1994, na Irlanda) ocorreu em 14 de janeiro de 2010. Prince, de 15 anos, se enforcou na casa de sua família em South Hadley, Massachusetts, depois de ser vítima de bullying na escola onde estudava. Sua morte, que chocou a cidade, levou à criação, em maio seguinte, da Lei Antibullying de Massachusetts, na época a mais abrangente do país.
Cinco adolescentes foram condenados por envolvimento no caso.

## Contexto
Vinda de County Clare, Irlanda, Phoebe se mudou para Massachusetts, Estados Unidos, em meados de 2009, com a irmã de 12 anos e a mãe. Seus pais eram separados. Em 2008, segundo sua mãe, ela havia tido um problema com automutilação, aparentemente por sofrer bullying num internato irlandês depois de ter tido um envolvimento amoroso com um aluno. Meses depois, no início de 2009, ela voltou a se automutilar e chegou a tomar Prozac.
Na South Hadley High School ela teve um breve relacionamento, em novembro de 2009, com um estudante chamado Sean Mulveyhil, de 18 anos. Ele era bastante popular no colégio por ser um jogador de futebol e depois de terminar com Phoebe e voltar com a ex-namorada, Kayla Narey, os ataques à jovem começaram. "O casal - e vários de seus amigos - começaram a punir Prince, diariamente, por seu erro de se envolver com o cara de outra garota e por ter a coragem de pensar que ela poderia ser 'um deles', mesmo por algumas semanas", reportou o Boston Magazine.
Os ataques, tanto físicos como psicológicos, duraram cerca de três meses, até sua morte.

### Reportagem do Slate
O portal Slate, no entanto, relata que entrevistas com alunos e funcionários - que quiseram manter o anonimato - mostraram uma outra versão da história, dando a impressão de que era Phoebe "quem tinha o poder", pois "estava atraindo os caras para longe dos relacionamentos".
1) nos primeiros meses, Phoebe era bastante bem-quista na escola;
2) em novembro de 2009 Phoebe se envolve com Sean, ex-namorado de Kayla Narey, de 17 anos, jogadora do time de hóquei da escola; ele posteriormente disse que era só amigo de Phoebe; 
3) uma vez por semana, a mãe de Phoebe saía com a filha mais nova e permitia que Phoebe ficasse sozinha. Aproveitando uma destas saídas, a jovem deu uma festa, mas a polícia foi chamada e encontrou os jovens consumindo bebidas alcoólicas e maconha;
4) Sean descobre sobre o incidente com a polícia e termina o relacionamento com Phoebe na sexta-feira depois do Dia de Ação de Graças, após o que a jovem toma uma overdose de medicamentos, tendo sido levada ao Hospital Cooley Dickinson de Northampton;
5) em dezembro de 2009 Sean e Kayla voltam a namorar;
6) Phoebe conta para Kayla que havia tido relações sexuais com Sean; Kayla não gosta e se separa de Sean;
7) Sean passa a evitar Phoebe publicamente na escola;
8) logo depois, Phoebe se interessa por outro aluno, também jogador de futebol da escola, Austin Renaud, de 18 anos; Austin tinha uma namorada, Flannery Mullins.
Depois disso, no início de janeiro de 2010, após as férias de final de ano, os ataques à Phoebe começaram, inicialmente com Flannery e uma amiga chamada Sharon Chanon Velazquez fazendo postagens no Facebook ou mesmo a chamando de "prostituta". Um professor chegou a advertir tanto Phoebe como Flannery para que ficassem longe uma da outra, o que resolveu a situação momentaneamente. Por volta de 11 e 12 de janeiro, o conflito com Sean, Kayla e uma amiga de Sean, Ashley Longe, de 17 anos, piorou e Kayla escreveu no Facebook: "Sabe o que eu odeio? putas irlandesas".
No dia 14 de janeiro de 2010, Phoebe chegou à escola com uma marca de queimadura, dizendo que era um incidente com um cigarro de maconha. A assistente social porém não acreditou na história e chamou a mãe da jovem. Ambas ficaram de conversar em casa à noite. Na hora do almoço, Phoebe encontrou Sean, Kayla e Ashley na biblioteca e "um deles escreveu 'a cadela irlandesa é uma buceta' ao lado do nome de Phoebe na lista de visitantes da biblioteca", reportou o Slate. Ashley também teria gritado "prostituta" e outras ofensas. No final da aula, quando Phoebe voltava para casa, Ashley a seguiu e passou por ela de carro, gritando "puta" e jogando uma lata de bebida vazia em sua direção. 

## Morte
Em 14 de janeiro de 2010, depois do incidente do carro, Phoebe ainda mandou uma mensagem para um amigo na qual escreveu: "...minha cicatriz no peito é potencialmente permanente...". Pouco depois ela cometeu suicídio enforcando-se debaixo da escada que levava ao segundo andar do apartamento da família. Seu corpo foi descoberto por sua irmã de 12 anos. Após sua morte, muitos comentários rudes ainda foram feitos na sua página memorial do Facebook. Seus pais decidiram enterrar suas cinzas na Irlanda. 

## Julgamento
Sean Mulveyhill, Ashley Longe, Kayla Narey, Sharon Chanon Velazquez e Flannery Mullins foram julgados por violação de direitos civis com lesão corporal, assédio, perseguição e perturbação escolar e foram condenados um ano de liberdade condicional e 100 horas de serviço comunitário com jovens em situação de risco.
Austin Renaud foi inocentado.

## Outros desdobramentos
Nenhum adulto foi acusado, mas o superintendente de South Hadley e o diretor da escola se aposentaram no ano seguinte e o presidente do comitê escolar, Ed Boisselle, renunciou.
No final de 2010 a família Prince abriu um processo contra o distrito escolar pedindo uma indenização de 225 mil dólares. 
Seu caso levou ao documentário Bullied to Death: The Tragedy of Phoebe Prince.
Em 2019, Sean Mulveyhill teve outros incidentes com a lei, tendo sido acusado de estupro.  